# Peperomia duidana
Peperomia duidana är en pepparväxtart som beskrevs av William Trelease. Peperomia duidana ingår i släktet peperomior, och familjen pepparväxter. Inga underarter finns listade i Catalogue of Life.